# Effectifs de l'armée romaine

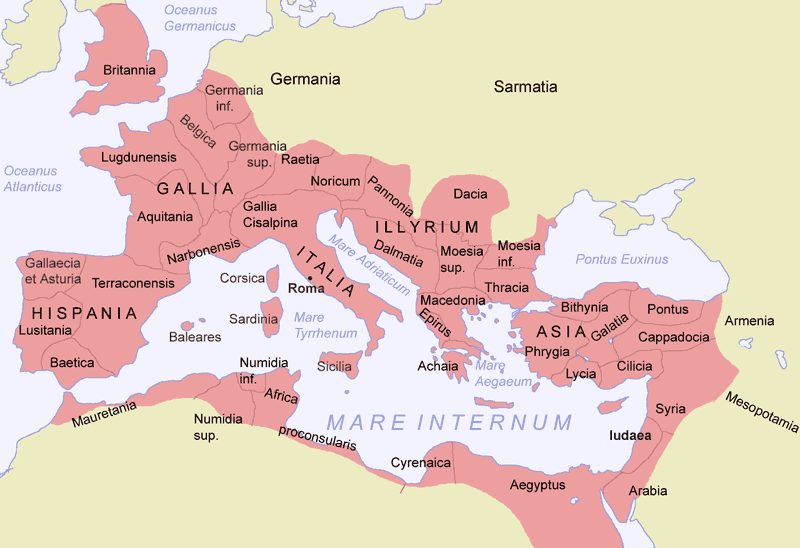
L'extension de l'Empire romain et ses provinces vers 117 ap. J.-C.

L'armée romaine, couramment désignée comme exercitus romanus dans les sources latines, est l'instrument guerrier de la cité du Latium et de son empire au cours de l'histoire. Les effectifs de l'armée romaine décrivent, à travers l'histoire de la Rome antique, l'organisation et la répartition numérique des armées levées et entretenues par Rome sur son territoire. Ces troupes, réparties en diverses unités plus ou moins grandes, connaissent de nombreuses évolutions structurelles et numériques au cours du temps (constitution censitaire servienne, réforme manipulaire, réforme marianique, réforme « dioclétiano-constantinienne », etc.). Cette évolution est documentée au cours de l'histoire par de nombreuses sources littéraires et épigraphiques attestant du volume de l'armée romaine, des lieux de stationnement de ses légions, ainsi que des créations et suppressions d'unités au cours du temps. 
Ces effectifs sont listés, quantifiés, et répartis dans le territoire de Rome, selon les époques, selon plusieurs critères tels que le nombre des composantes de l'armée (légions, troupes auxiliaires, cohortes prétoriennes, cohortes urbaines, cohortes de vigiles, marine militaire, vexillations, scholae, etc.) ou taille de celles-ci, au cours de l'histoire de Rome, entre 753 av. J.-C. et 476 ap. J.-C.

## Époque royale

### Fondation légendaire de l'exercitus romanuspar Romulus

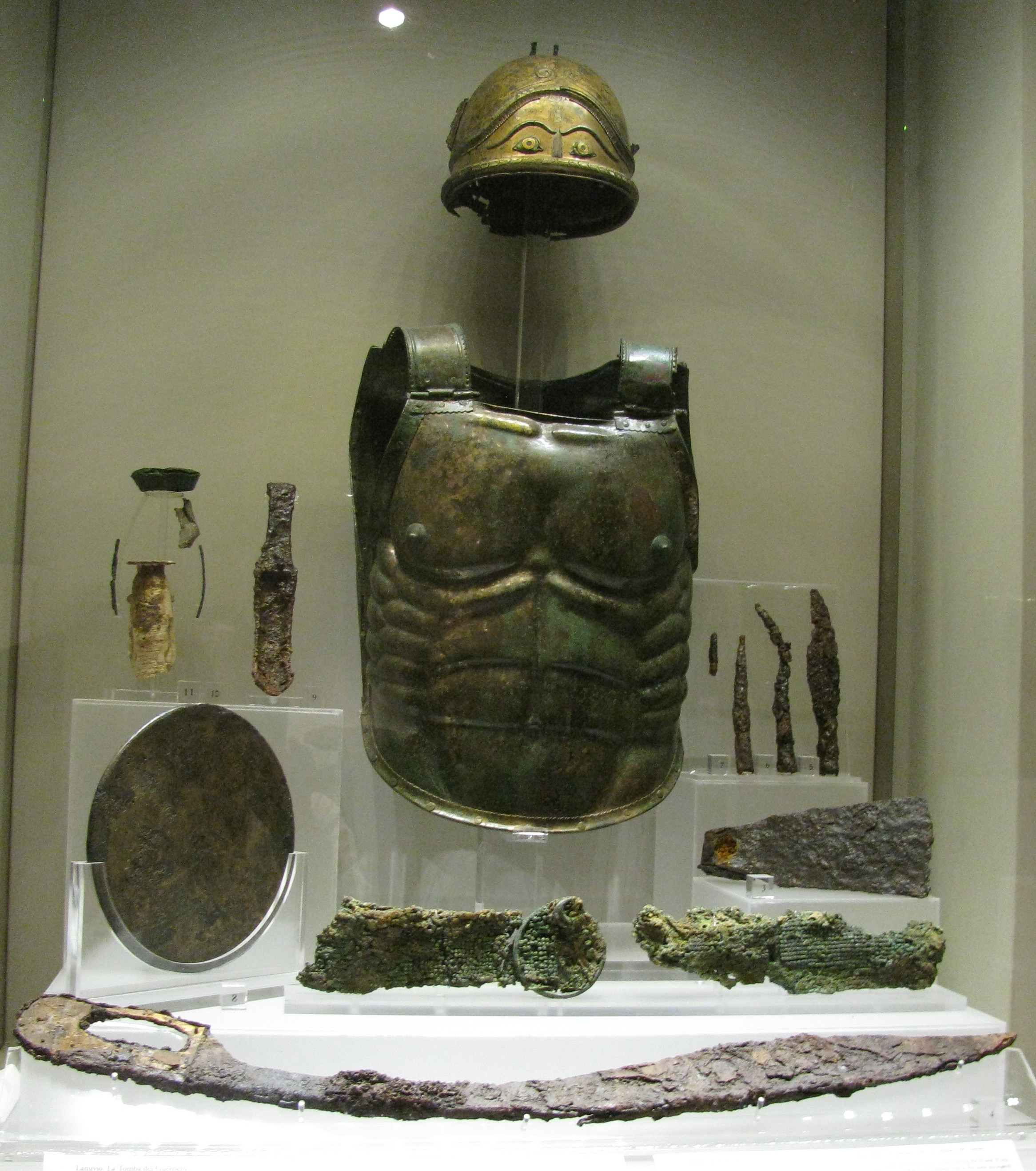
La panoplie découverte dans la tombe du guerrier de Lanuvium, datée des années 480 av. J.-C. Appartenant probablement à un mercenaire étrusque / falisque ou latin, cet équipement prestigieux composé d'une cuirasse anatomique en bronze peut avoir ressemblé à l'équipement de la première classe des citoyens romains sur le champ de bataille.

À la suite de la fondation de Rome, que la tradition historique situe en 753 av. J.-C., le premier roi, Romulus, dote la jeune cité du Latium d'une première force de guerre, et fonde une première légion composée de 3 000 hoplites (des fantassins lourdement armés, formant une infanterie de ligne relativement statique) et de 300 cavaliers. Cette première armée royale romaine fut probablement doublée dans ses effectifs lors de l'union de Rome avec les Sabins, portant ainsi les effectifs de la cité à 6 000 fantassins et 600 cavaliers, levés chaque année au sein de la population civique de Rome. 
L'armée n'est ainsi pas permanente ni professionnelle, elle est levée annuellement sous forme de milice civique autour du roi, elle se déplace en général d'un bloc vers le lieu du conflit, elle ne stationne que très rarement au-dehors de la cité et les expéditions sont cantonnées à des guerres contre des voisins immédiats de la cité. 

### Réforme de Servius Tullius

#### Une réforme civile et militaire
À partir du règne de Servius Tullius, dont on situe le règne entre 578 et 535 av. J.-C., les effectifs connurent de sensibles évolutions et s'intégrèrent notamment dans un nouveau cadre de financement et de recrutement : celui de la « constitution servienne », organisant le populus romanus en centuries, classant les individus en fonction de leurs possessions foncières et attribuant à chaque classe censitaire le droit de porter un équipement, ou de participer à telle ou telle formation tactique au sein de la légion (equites, hastati, vélites, principes, juniores, seniores, etc.) ; l'armée romaine compte alors vraisemblablement 17 000 fantassins et 1 800 cavaliers, répartis en 4 légions levées annuellement,.
La « réforme servienne », ou constitution censitaire, dont la chronologie est fortement débattue (pour certains, elle daterait effectivement de la fin du VIe s. av. J.-C., pour d'autres, comme Michel Humm, il faut en attribuer le mérite à Appius Claudius Caecus et en abaisser la datation au début des Guerres Samnites), introduit un service militaire obligatoire pour les citoyens romains qui ont les capacités financières de s'équiper. 
Ces capacités financières sont évaluées en as, une unité de compte archaïque, permettant de répartir les citoyens dans cinq classes de richesse correspondant à des rangs dans l'armée. Ces centuries foncières définissent non seulement les droits politiques (ordre du droit de vote et poids électoral dans les comices centuriates) mais prescrit aussi la forme de l'ordre de bataille de l'armée romaine, qui était ainsi basé sur la classification civile établie par le recensement. 
Selon Christol et Nony, l'armement de bronze qu'indique Tite-Live pour la « première classe » de cette nouvelle armée correspond toujours plus ou moins à celui des hoplites grecs et serait celui de l'armée archaïque de Servius Tullius. La longue guerre contre Véies à la fin du Ve siècle et au début du IVe av. J.-C. aurait ensuite incité les dirigeants de Rome à créer la seconde et troisième classes, pour élargie la base de recrutement de l'armée et inclure les citoyens qui n'avaient pas les moyens de posséder l'armement complet de l'hoplite, notamment la grande cuirasse de bronze.

#### L'armée: une émanation de la structuration du corps civique
Le census et le dilectus, permettaient de répartir des hommes dans les 193 centuries civiles (qui se réunissent lors des comices centuriates) et dans les centuries militaires qui composent les légions. Leur fonction et leur position sur le champ de bataille dépendait ainsi de l'âge du citoyen, de son expérience à la guerre et de l'équipement qu'il pouvait revêtir de manière réglementaire, à sa charge. 
Les iuniores de la première classe (âgés de 17 à 45 ans) étaient ainsi armés à la manière d'hoplites, une infanterie lourde équipée d'un casque (galea), de jambières (ocrea), d'une cuirasse (lorica), d'un bouclier (clipeus) d'une lance (hasta) et de javelines. Les citoyens des deuxièmes et troisième classes sont autorisés à porter la même panoplie, mais sans cuirasse, puis, sans jambières. Les citoyens les moins lourdement équipés ne portent qu'une tunique, un ceinturon, des javelines, un petit bouclier et parfois un casque. Chaque ligne de combat dans la formation de la « légion censitaire » était composée d'une seule classe.
Les légions levées chaque année lors du dilectus (cérémonie de levée sur le Campus Martius) sont au nombre de 4, pour un total d'environ 20 000 hommes. Les troupes dédiées aux expéditions militaires hors de Rome sont constituées de juniores, entre 17 et 45 ans, tandis que la réserve est composée des seniores, au-delà de 45 ans.

## Époque républicaine

### Transformation de l'armée royale en armée consulaire
Les débuts de la République ne changent pas profondément la structure militaire de recrutement de l'armée romaine, seulement l'organisation du commandement, qui n'est plus dévolue aux rois mais aux magistrats à imperium militaire, les consuls (puis les préteurs).  
Selon Tite-Live, à l'époque de la Guerre Latine (340 - 338 av. J.-C.), le dilectus annuel permettait de recruter deux armées consulaires composées chacune de deux légions composées de 4 200 à 5 000 fantassins et de 300 cavaliers, pour un total donc d'environ 17 000 à 20 000 fantassins et 1 200 cavaliers en armes chaque année, auxquels il faut ajouter un nombre plus ou moins égal d'alliés de Rome fournissant un contingent d'auxiliaires sous la forme de troupes d'infanterie ou de cavalerie, pour un total de troupes alliées (les socii) estimé entre 17 000 et 20 000 fantassins et 3 600 cavaliers. L'effectif total de la force de guerre de Rome s'élève donc à environ 50 000 combattants entre le IVe et le début du IIIe s. av. J.-C. 

### Gestion stratégique et tactique renouvelée
L'extension du domaine géographique des expéditions militaire change par ailleurs la forme de l'organisation tactique. Rome affronte progressivement des ennemis dont les armées sont sensiblement différentes et sur des théâtres d'opération nouveaux. En 390 av. J.-C., à l'occasion du sac de Rome par les Gaulois, la faiblesse de l'organisation de l'armée en lignes continues de phalanges selon le modèle grec fut mise en évidence. Les Étrusques et les Latins combattaient alors vraisemblablement en utilisant eux-aussi des hoplites disposées en phalanges, structure dont les Romains avaient hérité. Cependant, cette organisation était peu adaptée aux terrains accidentés, comme les montagnes du Samnium qui devinrent le principal théâtre opérationnel, à partir de 343, dans le cadre des guerres samnites. Les Romains abandonnèrent ainsi l'armée de ligne continue pour un modèle plus souple : une légion composée de 3 rangs de 10 manipules (réunion de 2 centuries) permettant de composer un ordre de bataille plus articulé, au commandement décentralisé. 
Il devient de plus en plus fréquent, à l'époque médio-républicaine, à partir des Guerres Samnites, que l'armée romaine se divise en plusieurs corps d'armée, chacun dirigé par un consul, composé de 2 légions, envoyé sur des théâtres d'opération multiples. 

### Époque des «condottieri»et de la conquête de l'Italie
À l'époque des guerres contre Pyrrhus, au début du IIIe s. av. J.-C. l'armée romaine mobilisée chaque année en campagne est composée de 4 armées consulaires ou prétoriennes, chacune formée de 2 légions de citoyens romains et de 2 unités (alae, formant les flancs de la légion) de Socii (les troupes auxiliaires de l'armée romaine, levées dans les peuples alliés de Rome, souvent d'anciens vaincus, qui fournissent annuellement des contingents en vertu des traités passés avec Rome au moment de leur défaite).
Chaque légion est composée, à l'époque médio-républicaine, de 4 200 à 5 000 fantassins, et de 300 cavaliers, tandis que les unités alliées étaient composées d'un nombre à peu près égal de soldats, avec cependant un effectif monté plus important (environ 600 à 900 cavaliers par unité). 
Le total de cette force mobilisable s'élève à environ 80 000 fantassins et 10 000 cavaliers.

### L'importance grandissante dessociiau IIIe s. av. J.-C.
À partir du milieu du IIIe siècle av. J.-C. et de la première guerre punique, l'armée romaine est composée d'un corps d'occupation de la Sicile et de Tarente, formé de 2 légions de 4 200 fantassins et de 300 cavaliers chacune, de 2 armées consulaires (formées de 2 légions aux effectifs renforcés de 5 200 fantassins et 300 cavaliers par légion), et d'un nombre égal de soldats alliés, portant ces armées consulaires à 30 000 fantassins et 2 000 cavaliers en service actif quasi-permanent, tandis que 90 000 alliés restent mobilisables sous forme de réserve, prête à intervenir, subdivisée en plusieurs corps : 50 000 Étrusques et Sabins (dont 4 000 cavaliers), 20 000 Ombriens, 20 000 Vénètes et Cénomans. L'ensemble ce dispositif formait donc un total de 150 000 hommes, dont 30 000 citoyens romains répartis dans 6 légions.  
Les peuples et cités alliés, en vertu de traités signés lors de la conquête de l'Italie par Rome, ainsi que les colonies latines, doivent fournir des contingents dont le nombre est fixé par les magistrats romains chaque année,. Il semblerait que les alliés italiens de Rome soient regroupés au cours du IIIe siècle av. J.-C. en sept circonscriptions, pour faciliter le recrutement et permettre une rotation des effectifs alliés,, qui doivent au total être prêt à mobiliser chaque année 192 contingents de la taille de 3 manipules, soit 80 000 hommes. Ces troupes alliées, qui forment l'aile de l'armée sur le champ de bataille, sont commandées par des officiers de la même origine que les soldats,. 
Exceptionnellement, dans des cas critiques, tous les contingents mobilisables alliés peuvent être appelés, comme en 225 av. J.-C., pour faire face à la menace gauloise,. Cette même année, la population libre alliée est estimée à 1 800 000 âmes, soit le double de la population citoyenne romaine,. Environ 10 % de la population mâle italienne fut mobilisée chaque année.
| Contingent             | Infanterie | Cavalerie | Total   |
| ---------------------- | ---------- | --------- | ------- |
| Citoyens romains       | 213 000    | 18 000    | 231 000 |
| Colons latins          | 80 000     | 5 000     | 85 000  |
| Étrusques              | 50 000     | 4 000     | 54 000  |
| Centre-Italiques       | 40 000     | 4 000     | 44 000  |
| Samnites               | 70 000     | 7 000     | 77 000  |
| Campaniens,            | 37 000     | 5 000     | 42 000  |
| Apuliens               | 50 000     | 6 000     | 56 000  |
| Grecs                  | 30 000     | 4 000     | 34 000  |
| Lucaniens et Bruttiens | 45 000     | 3 000     | 48 000  |
| Total                  | 615 000    | 56 000    | 671 000 |

### Deuxième guerre punique

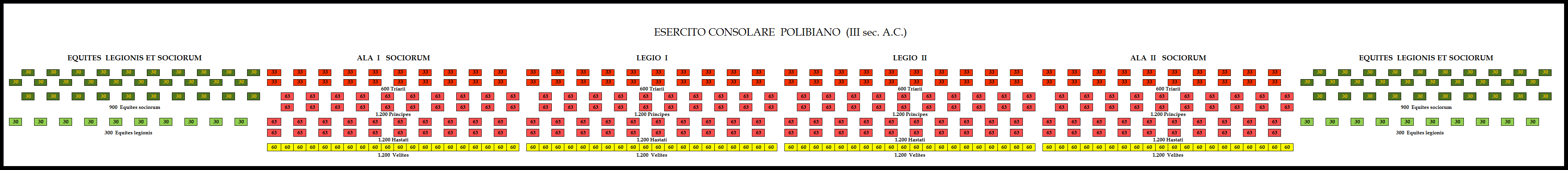
Disposition de l'ordre de bataille d'une armée consulaire à l'époque de la troisième guerre punique. Elle est composée de 2 légions (au centre), de deux ailes composée de troupes auxiliaires issues des socii de Rome, puis de deux régiments de cavalerie sur les flancs. Chaque légion est composée de 4 rangs : 1 200 vélites (infanterie légère de javeliniers, organisés en ligne continue pour former un barrage de projectiles) à l'avant, 1 200 hastati (lanciers, répartis en 10 manipules) en première ligne de contact, 1 200 principes (infanterie lourde expérimentée, répartis en 10 manipules) en deuxième ligne de contact, et 600 triarii (infanterie lourde expérimentée, répartis en 10 manipules d'effectifs réduits) à l'arrière en cas d'ultime nécessité.

Au cours de la deuxième guerre punique, opposant Rome aux troupes de Carthage menées par Hannibal, l'armée Romaine culmina à un effectif total de 23, ou 25, légions en 212 - 211 av. J.-C., réparties en Italie, Illyrie, Sicile, Sardaigne, Gaule Cisalpine, et sur le littoral adriatique, en face de la Macédoine. Cette armée éparpillée contient en tout environ 115 000 fantassins et 13 000 cavaliers (chiffres établis sur la base des comptes donnés par Polybe), à laquelle il faut ajouter l'expédition des Scipions en Espagne, la flotte du golfe Ionien (50 navires), et la flotte de Sicile (100 navires). Avec les troupes alliées, l'effectif mobilisable s'élevait à 240 000 hommes environ. L'effectif des légions varia sensiblement au cours de cette guerre, notamment du fait de certaines batailles particulièrement meurtrières et de l'intensification du recrutement lors de l'effort de guerre romain contre Hannibal. 
Pendant la deuxième guerre punique, on estime en outre de 50 à 60 % la proportion de troupes alliées dans une armée romaine,,, ce qui correspond à la description de l'armée consulaire du IIIe siècle av. J.-C. faite par Polybe, et cette proportion aurait atteint les deux tiers au cours du IIe siècle av. J.-C., selon Velleius Paterculus. 
Les effectifs de la cavalerie, qui commence à jouer un rôle non négligeable sur les champs de bataille, deviennent essentiellement alliés, au fur et à mesure du IIe siècle av. J.-C., tandis que les chevaliers romains servent dorénavant presque uniquement d'officiers dans l'armée.
En dehors des alliés italiens, Rome recrute d'autres troupes auxiliaires, qualifiés d'auxilia externa pour les différencier des italiens. Cela permet à Rome d'affirmer sa domination sur des peuples vaincus, d'augmenter ses réserves de troupes tout en diminuant le temps de service des citoyens romains, mais aussi de recruter des unités spécialistes d'un type de combat,.
| Cavalerie alliée et romaine Equites Sociorum et Legionis | Aile I des alliés Ala I Sociorum                        | Légion I Legio I                                        | Légion II Legio I                                       | Aile II des alliés Ala II Sociorum                      | Cavalerie alliée et romaine Equites Sociorum et Legionis |
| -------------------------------------------------------- | ------------------------------------------------------- | ------------------------------------------------------- | ------------------------------------------------------- | ------------------------------------------------------- | -------------------------------------------------------- |
| 900 cavaliers alliés 300 cavaliers romains               | 1 200 vélites 1 200 hastati 1 200 principes 600 triarii | 1 200 vélites 1 200 hastati 1 200 principes 600 triarii | 1 200 vélites 1 200 hastati 1 200 principes 600 triarii | 1 200 vélites 1 200 hastati 1 200 principes 600 triarii | 900 cavaliers alliés 300 cavaliers romains               |

### Expansion méditerranéenne et fin de la République

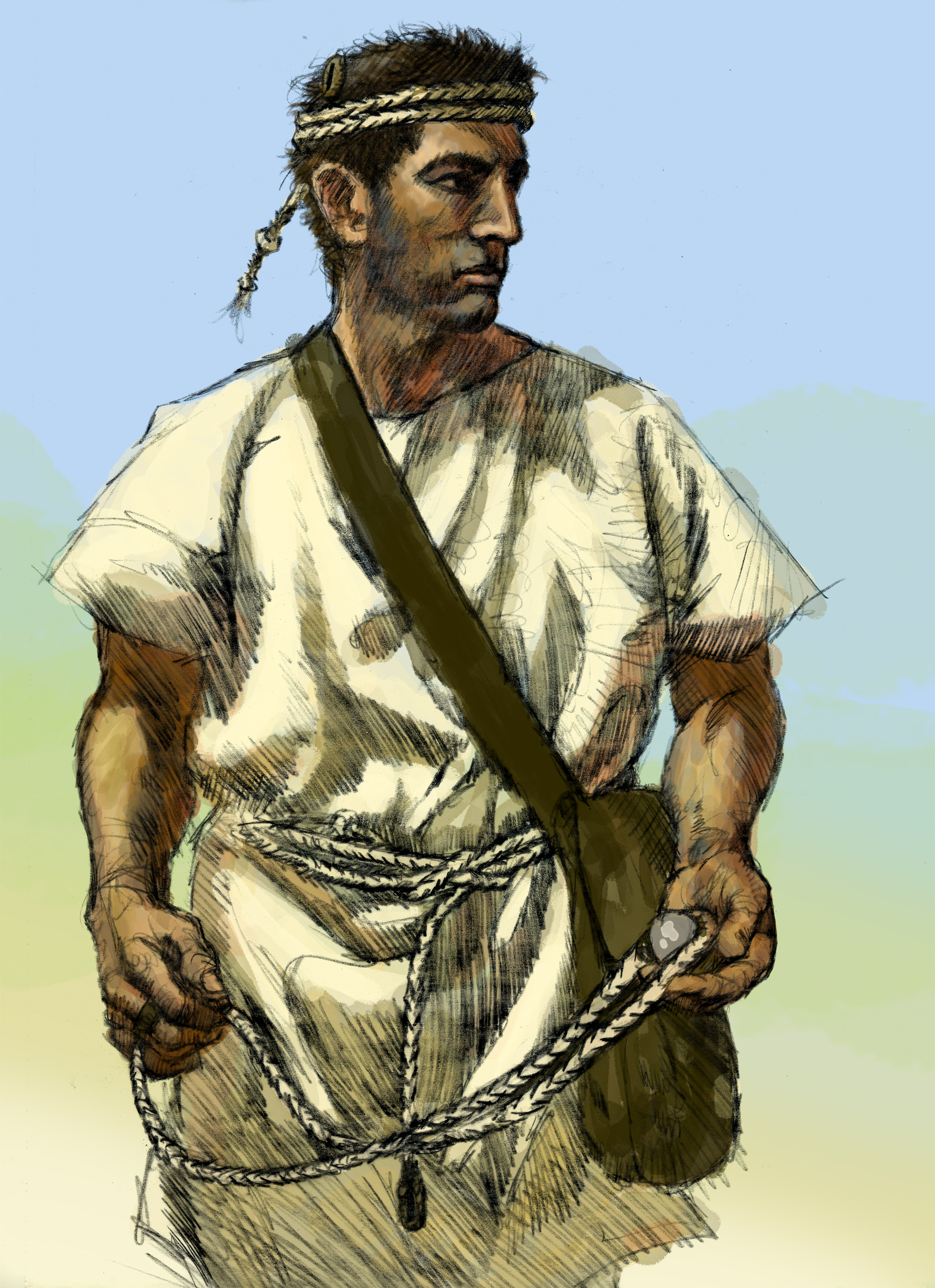
Dessin d'un frondeur des Baléares, une des unités des auxilia externa de l'armée.

Pendant les dernières guerres civiles, le nombre de citoyens et d'auxiliaires mobilisés dans chaque camp explose. Au total, c'est près de 420 000 citoyens uniquement italiens qui sont mobilisés entre 49 et 31 av. J.-C., sans compter les citoyens provinciaux et les troupes auxiliaires,.
Les effectifs sont imposants dès la guerre civile entre César et Pompée (75 000 à 110 000 hommes à Pharsale en 48 av. J.-C., 120 000 à 160 000 hommes à Thapsus en 46 av. J.-C., 100 000 à 130 000 hommes à Munda en 45 av. J.-C.). À la mort de Jules César, on dénombre dans l'empire 37 légions, dont 6 en Macédoine, 3 en Afrique Proconsulaire, 10 dans les provinces orientales. Ces troupes étaient cependant extrêmement mobiles, au gré des opérations militaires qui agitent les guerres civiles romaines de l'époque. Elles stationnent alternativement dans des camps de marche, lors des campagnes, ou dans des camps d'hivernage, lors de la pause annuelle dans les opérations militaires, entre octobre et mars. L'expansion méditerranéenne permet à Rome de recruter de plus en plus d'auxiliaires spécialisés hors de l'infanterie de ligne : frondeurs, archers, cavaliers.
Lors de la guerre civile des Libérateurs, 200 000 à 220 000 hommes sont mobilisés à Philippes en 42 av. J.-C., soit plus de 40 légions dans chaque camp, représentant 25 % des iuniores italiens. Lors de la dernière Guerre civile de la République romaine, les effectifs sont imposants à tel point qu'après la bataille d'Actium, Octave se retrouve à la tête d'une soixantaine de légions, soit environ 360 000 hommes en 31 av. J.-C., dont il licencie plus de la moitié, en les installant dans des colonies romaines (de 30 à 14 av. J.-C., 260 000 soldats sont démobilisés, et Auguste déclare dans son testament avoir eu jusqu'à 500 000 hommes sous ses ordres durant son règne,) pour ne garder que vingt-cinq légions lors de son règne,.

## Époque impériale d'Auguste à Dioclétien

### Une armée permanente et professionnelle sous le contrôle duprinceps
Au lendemain de l'extinction des guerres civiles de la République, l'armée romaine connaît de profondes évolutions : elle est constituée comme permanente, professionnelle, elle est placée sous l'autorité de l'empereur, son stationnement est réorganisé pour correspondre à la division provinciale réalisée par Auguste (le Sénat gérant les provinces sénatoriales, Auguste les provinces impériales dotées d'une ou de plusieurs légions).
Auguste démobilise une trentaine de légions héritées des guerres civiles pour les installer dans des colonies romaines de vétérans. Le nombre de légions romaines se stabilise durablement autour de 30 (trois de ces légions disparaissent brutalement lors du désastre de Teutobourg, et ne furent pas remplacées).

### Les légions au Haut-Empire romain
À l'époque de Tibère (14 - 37 ap. J.-C.), les forces de la légion romaine rassemblent sous l'étendard environ 125 000 hommes, répartis en 27 légions, et 125 000 auxiliaires (répartis en cohortes), pour un total de 250 000 soldats (dont environ 30 000 cavaliers). 
À cet effectif disposé sur les frontières de l'Empire, s'ajoutent 10 000 soldats en garnison dans la capitale, dont la garde prétorienne, les cohortes urbaines, les vigiles, les equites singulares Augusti et 40 000 marins dans les deux grandes flottes de guerre stationnées à Ravenne et Misène. Portant le total des forces en armes dans l'Empire, à l'époque des Julio-claudiens, à environ 300 000 personnes.
Le fait de participer à cette armée est obligatoire pour les citoyens. Intégrer les forces auxiliaires permet à un non-citoyen, un pérégrin, de devenir citoyen romain au terme de son service de 20-25 ans.
Sous Trajan (98 - 117 ap. J.-C.), le nombre de légions est porté à 30 (environ 165 000 légionnaires citoyens romains), tandis que le nombre de cohortes auxiliaires est porté à 380 unités (pour un total d'environ 200 000 - 220 000 hommes, dont 70 000 cavaliers), soit un total de 360 000-380 000 soldats, auxquels il faut rajouter les marins des flottes. C'est l'époque de la plus forte expansion de l'Empire.

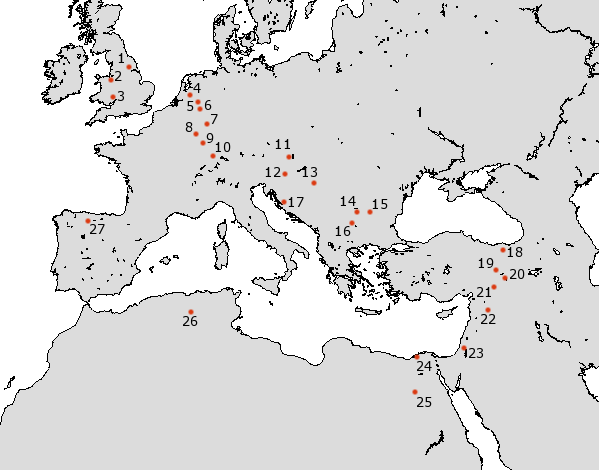
Carte de répartition des principaux camps de la légion romaine dans l'Empire romain vers 80 ap. J.-C.

### Tableau récapitulatif de la répartition des troupes romaines auxiliaires et légionnaires par province vers 135 ap. J.-C.[42]
| Britannia                                    | Angleterre et Pays de Galles         | 11 (1) | 45 (6)   | 56  | 10.688 | 25.520  | 36.208  | 3  | 16.500  | 52.708  |
| Zone du limes rhénan                         |                                      |        |          |     |        |         |         |    |         |         |
| Germanie Inférieure                          | Pays-Bas                             | 6      | 17       | 23  | 4.512  | 8.160   | 12.672  | 2  | 11.000  | 23.672  |
| Germanie Supérieure                          | Alsace                               | 3      | 22 (1)   | 25  | 3.336  | 10.880  | 14.216  | 2  | 11.000  | 25.216  |
| Zone du limes danubien                       |                                      |        |          |     |        |         |         |    |         |         |
| Rhétie / Norique                             | Sud de l'Allemagne, Suisse, Autriche | 7 (1)  | 20 (5)   | 27  | 5.280  | 11.220  | 16.500  | 1  | 5.500   | 22.000  |
| Pannonie                                     | Ouest de la Hongrie, Slovénie        | 11 (2) | 21 (4)   | 32  | 8.304  | 11.360  | 19.664  | 3  | 16.500  | 36.164  |
| Mésie Supérieure                             | Nord de la Serbie                    | 2      | 10       | 12  | 1.864  | 4.800   | 6.664   | 2  | 11.000  | 17.664  |
| Mésie Inférieure                             | Bulgarie                             | 5      | 12       | 17  | 3.520  | 5.760   | 9.280   | 1  | 5.500   | 14.780  |
| Dacie                                        | Roumanie                             | 11 (1) | 32 (8)   | 43  | 7.328  | 17.920  | 25.248  | 2  | 11.000  | 36.248  |
| Frontière orientale                          |                                      |        |          |     |        |         |         |    |         |         |
| Cappadoce                                    | Turquie                              | 4      | 15 (2)   | 19  | 3.368  | 7.840   | 11.208  | 3  | 16.500  | 27.708  |
| Syrie, Judée, Arabie                         | Syrie, Palestine, Jordanie, Israël   | 12 (1) | 43 (3)   | 55  | 10.240 | 21.600  | 31.840  | 5  | 27.500  | 59.340  |
| Afrique du Nord                              |                                      |        |          |     |        |         |         |    |         |         |
| Egypte                                       | Egypte                               | 4      | 11       | 15  | 3.008  | 5.280   | 8.288   | 2  | 11.000  | 19.288  |
| Maurétanie césarienne, Tingitane, et Afrique | Maghreb                              | 10 (1) | 30 (1)   | 40  | 7.796  | 14.720  | 22.516  | 1  | 5.500   | 28.016  |
| Italie et Rome                               | Italie et Rome                       | 2      | 15       | 17  | 2.224  | 7.200   | 9.424   | 1  | 5.500   | 14.924  |
| Totaux                                       |                                      | 88 (7) | 293 (30) | 381 | 71.468 | 152.260 | 223.728 | 28 | 154.000 | 377.728 |

### Epoque sévérienne et «crise du IIIe s.»
À l'époque de l'empereur Septime Sévère (193 - 211 ap. J.-C.), l'armée romaine culmine à environ 500 000 hommes au total, répartis en 33 légions (182 000 légionnaires) et plus de 400 unités auxiliaires (environ 250 000 auxiliaires dont environ 75 000 cavaliers). Les années de crise au cours du IIIe s. ap. J.-C. sont synonymes de nombreux troubles militaires. Les légions atteignent 36 unités - soit 200 000 soldats - de sorte que plus de 500 000 individus sont sous les armes.

## Empire romain tardif

### Les réformes dioclétiano-constantiniennes
Au terme d'un demi-siècle d'instabilité politique et militaire, Rome connaît une période de stabilité partiellement renouvelée dans le cadre de la tétrarchie instituée progressivement par Dioclétien au cours de son règne. Les deux dernières décennies du IIIe siècle voient les souverains impériaux se livrer à une intense activité de réformes administratives, financières et militaires pour adapter l'Empire aux nouvelles réalités économiques et géopolitiques auxquelles il fait face (invasions multiples, dévaluations monétaires, provinces trop grandes).
Pour améliorer la mobilité du système militaire, Dioclétien réorganise ainsi l'armée : il multiplie le nombre de légions, diminue la taille de la légion standard, multiplie le nombre de stationnements, et créé le comitatus. Le comitatus, sorte de corps expéditionnaire rapproché autour de l'empereur en campagne, se compose des prétoriens, des Protectores Augusti et des Lanciarii (apparus fin IIIe siècle et peut-être issus des lanciarii de la Legio II Parthica). Dioclétien y ajoute des unités nouvellement constituées (légions et auxiliaires selon son goût pour le retour aux traditions romaines). Elles étaient dites dites palatinae, en raison de leur proximité avec le palais impérial (comme les 2 flottes les plus proches de l'empereur, à Misène et Ravenne, qui étaient dites prétoriennes).
Le nombre total de légion atteint ainsi 56 en 300 ap. J.-C., pour un total de 600 000 hommes en armes (auxiliaires inclus) ; Rome se voit dotée d'une garnison bien plus importante pour protéger la ville et l'Empereur, pour un total de 24 000 hommes. La flotte rassemble alors environ 45 000 hommes selon Jean le Lydien, un administrateur contemporain du règne de Justinien.
L'arrivée au pouvoir de Constantin et la restauration d'un pouvoir impérial « unique » et non réparti entre quatre empereurs, se traduit par une nouvelle augmentation du nombre de légions, porté à 67 au moment de sa mort en 337 ap. J.-C., légions auxquelles il faut ajouter les forces guerrières des pérégrins fédérés (barbares installés dans l'empire en échange d'un service de protection territoriale). Grâce à la Notitia dignitatum, document daté du début du Ve siècle, plusieurs savants se sont attachés à reconstruire l'armée constantinienne, en utilisant la liste des unités militaires présentes sur les frontières orientales et occidentales de l'Empire. Selon A. H. M. Jones, l'armée romaine de l'époque de Constantin est composée d'au moins 600 000 hommes, dont 104 000 soldats comitatenses (affectés au sacer comitatus) stationnés en Occident, 113 000 comitatenses en Orient, 135 000 soldats affectés aux frontières (les limitanei) en Occident, 248 000 limitanei en Orient,. Ce nombre est en adéquation relative avec le thémoignage d'Agathias, poète et historien byzantin contemporain de Justinien, qui affirme que vers 395 av. J.-C., l'armée aurait rassemblé sous les drapeaux le nombre élevé de 645 000 hommes.

### Des chiffres discutés aux méthodes d'élaboration variables
Cependant, l'inventaire d'Agathias n'est pas sans limite : les unités énumérées peuvent avoir contenu en réalité un nombre bien moindre de soldats que l'effectif officiel idéal. Pour certains[Qui ?], il faut plutôt imaginer que l'armée constantinienne était composée de 400 000 hommes, 645 000 étant le nombre théorique d'une armée dont toutes les unités étaient dotés d'effectifs complets et apprêtés. Le chiffre de 400 000 hommes semble d'ailleurs être confirmé par le témoignage de Jean le Lydien, contemporain d'Agathias par ailleurs, qui fait plutôt état d'un effectif autour de 390 000 soldats. Le chiffre de Jean le Lydien est considéré comme plus fiable par les historiens contemporains. Outre les différences entre Agathias et Jean le Lydien, le décompte de Jones comporte quelques erreurs, selon Richard Duncan-Jones : il généraliserait ainsi l'effectif des troupes stationnées en Égypte, calculé sur la base de papyrus mentionnant leur solde, en les projetant à tout l'Empire. Selon Duncan-Jones, cette généralisation pourrait exagérer d'un rapport de deux à six l'effectif réel de certaines unités, qui pour certaines n'abritaient probablement pas plus de 500 à 600 hommes, face aux 3 000 décomptés par Jones,,. 
Les estimations de Richard Duncan-Jones semblent par ailleurs mieux coller aux réalités archéologiques des campements militaires romains de l'Antiquité tardive, en regard des campements légionnaires de l'époque augustéenne par exemple. Ainsi, la Legio II Herculia, formée par Dioclétien, stationnée à Troesmis (aujourd’hui Turcoaia en Roumanie) occupait un campement sept fois plus petit que les camps légionnaires de l'époque du Haut-Empire. Le site dont les ruines ont été conservées s’étendait sur 2,8 hectares. Un détachement de la légion était situé à Axiopolis dans un camp qui, par comparaison, s’étendait sur 0,6 hectare. De ces superficies, on peut conclure que la taille de cette légion était d'environ 2 000 hommes répartis sur plusieurs sites, à mettre en regard des 5 500 hommes d'une légion de l'époque d'Auguste.
Autre exemple de cette réduction des effectifs perceptible dans la documentation archéologie, le camp de la Cohors III Brittonum découvert à Abusina occupe dans l'Antiquité tardive une surface dix fois plus petite à l'époque de Constantin que celle du campement qu'elle occupait à l'époque de Trajan, suggérant que cette unité ne comportait guère plus d'une centaine d'hommes, au lieu des 500 d'une cohorte quinquénaire des origines. Il faut cependant être prudent, puisque ces petits campements peuvent aussi avoir été le signe d'une répartition différentes des troupes en plusieurs stationnements et non en un point unique. La plupart des fouilles sur des camps militaires tardifs pointent quoi qu'il arrive un phénomène de réduction drastique de la taille des stationnements militaires frontaliers. Quoi qu'il en soit de la méthode d'élaboration des chiffres, il reste que l'effectif de l'armée romaine tardive est moins bien connu et plus difficile à connaître que celui de l'armée romaine du Haut-Empire.

## Récapitulatif des effectifs supposés aux différentes périodes de l'Empire
Les différentes estimations savantes du nombre de soldats des trois premiers siècles de l'empire romain peuvent être résumées comme suit :
| Types d'unités et de combattants         | Tibère, v. 24 | Trajan, v. 107 | Hadrien, v. 135 | Marc-Aurèle, v. 166/7 | Septime Sévère, v. 211 | Aurélien, v. 275 | Dioclétien, v. 305          | Constantin Ier le Grand, v. 337 |
| ---------------------------------------- | ------------- | -------------- | --------------- | --------------------- | ---------------------- | ---------------- | --------------------------- | ------------------------------- |
| Légionnaires                             | 125,000,      | 165,000        | 154,000         | 165,000               | 182,000                | 209,000          | 265/280,000                 | 320/335,000                     |
| Légions                                  | 25            | 30             | 28              | 30                    | 33                     | 37–38            | 53–56                       | 64–67                           |
| Auxiliaires                              | 125,000,      | 224.000        | 224.000         | 224.000               | 250.000                | ~250.000 (?)     | ~250.000 (?)                | ~243/228.000 (?)                |
| Prétoriens et troupes stationnées à Rome | ~10,000,      | ~15,000        | ~15,000         | ~15,000               | ~20,000                | ~20,000          | 24,000                      | 18,000                          |
| Marine romaine                           | ~40,000       | ~50,000        | ~50,000         | ~50,000               | ~50,000                | ~45,000          | 45.500                      | 64.000                          |
| Total des forces romaines                | 300,000       | 454,000        | 443,000         | 454,000               | 502,000                | 524,000          | 584,000–599,500 (incertain) | 645,000 (incertain)             |